# 世明大学校
世明大学校（セミョンだいがっこう、朝鮮語: 세명대학교、英語: Semyung University）は、大韓民国の私立大学。
忠清北道堤川市に本部を置き、学校法人大元教育財団によって運営されている。

## 組織

### 学部
人文社会系列
- メディア文化学部
  - メディア韓国語文学、外国語としての韓国語教育
- デジタルコンテンツ創作学科
- 英語学科
- 中国学科
- 日本語学科
- 警察・公共行政学部
  - 公共行政学、警察行政学
- 経常学部
  - 経営学、会計学、貿易学
- 観光経営学科
- 広告掲載学科
- 不動産学科
- 社会福祉学科
- 電子商取引学科
- 消防防災在学科

自然系列
- コンピュータ学部
  - コンピュータシステム工学、ソフトウェア工学
- 情報通信学部
- 電気工学科
- 電子工学科
- バイオ環境工学科
- 健康安全工学科
- 土木工学科
- 建築工学科
- 看護学科
- 臨床病理学科
- 韓方バイオ融合科学部
  - 食物栄養学
  - 韓方バイオ融合学
  - 韓方食品科学、韓方医薬科学、韓方化粧品科学
- 韓医科大学
  - 韓医学部

芸術・スポーツ系列
- 融合デザイン学部
  - 産業視覚デザイン学、宇宙環境デザイン学、ファッション文化デザイン学
- 生活体育学科
  - ゴルフ産業学
  - 公演映像学科
- 教養課程部

### 大学院
- 一般大学院
- 教育大学院
- 経営行政大学院
- ジャーナリズムスクール大学院